# Ossip Iwanowitsch Somow

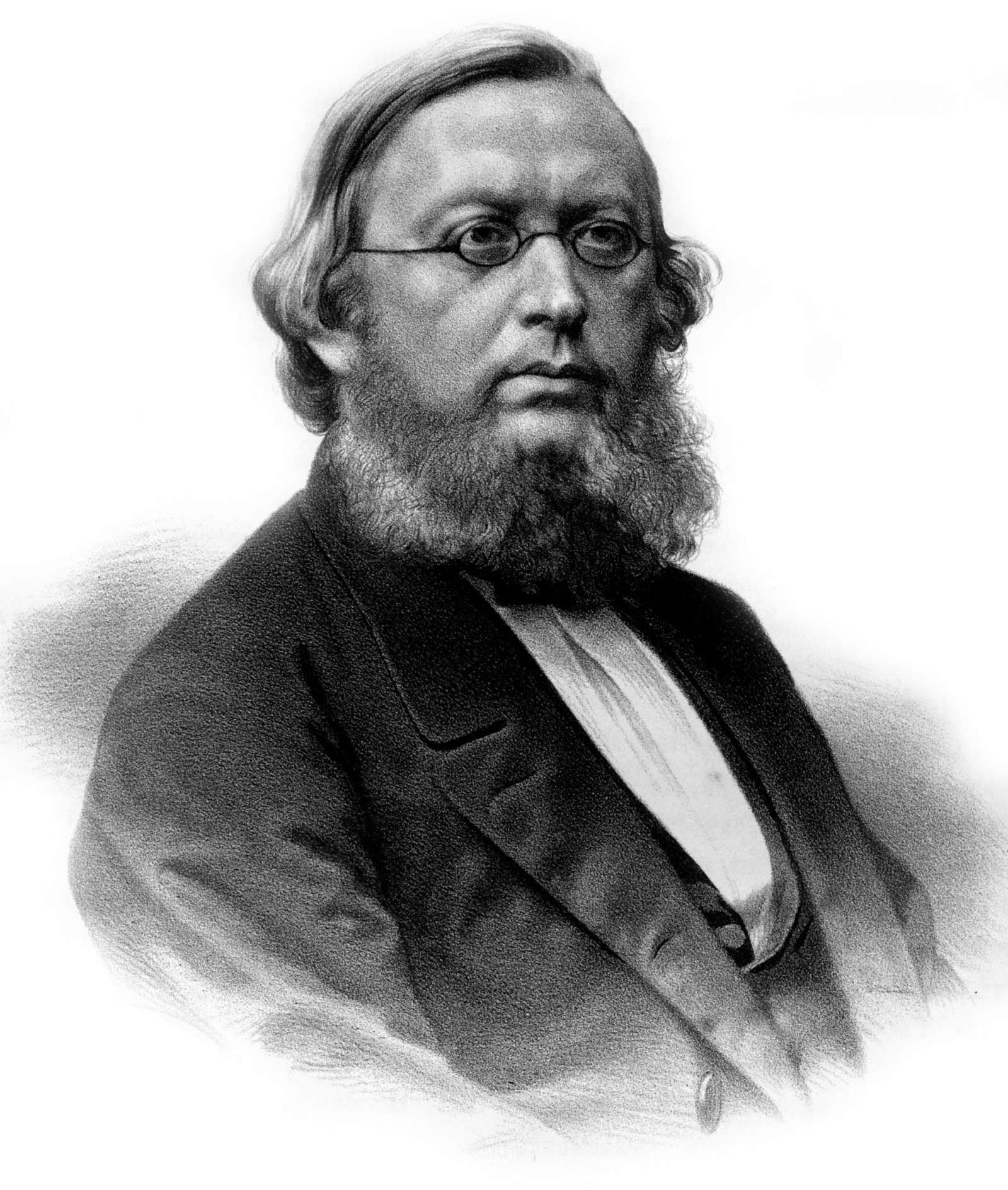
Ossip Iwanowitsch Somow

Ossip (Iossif) Iwanowitsch Somow (russisch Осип (Иосиф) Иванович Сомов; * 1. Junijul. / 13. Juni 1815greg. im Dorf Otrada, Ujesd Klin; † 26. Apriljul. / 8. Mai 1876greg. in St. Petersburg) war ein russischer Mathematiker, Physiker und Hochschullehrer.

## Leben
Somow stammte aus der alten Adelsfamilie Somow, die sich auf den zu Dmitri Donskoi übergegangenen Aslan-Mursa Tschelebei aus der Goldenen Horde zurückführte.
Somow schloss 1835 das Studium an der physikalisch-mathematischen Fakultät der Universität Moskau als Kandidat der physikalisch-mathematischen Wissenschaften ab. Für seine Arbeit zur Theorie der bestimmten Algebraischen Gleichungen höheren Grades erhielt er 1838 den Demidow-Preis der St. Petersburger Akademie der Wissenschaften. Bis 1841 arbeitete er als Mathematiklehrer an der Moskauer Handelsschule und am Moskauer Adelsinstitut. Bei Nikolai Dmitrijewitsch Braschman fertigte Somow seine Magister-Dissertation über Integrale algebraischer irrationaler Differentiale mit einer Veränderlichen an, die er 1841 verteidigte.
Nach der Promotion zum Magister wurde Somow 1841 Adjunkt-Professor an der Kaiserlichen Universität St. Petersburg. 1847 verteidigte er seine Dissertation über die Ausbreitung von Lichtwellen in Medien ohne Doppelbrechung, mit der er zum Doktor der Mathematik und Astronomie promoviert wurde und für die er zum zweiten Mal den Demidow-Preis erhielt. 1850 veröffentlichte er sein Buch über die Grundlagen der Theorie der Elliptischen Funktionen, für das er zum dritten Mal den Demidow-Preis erhielt. 1852 wurde er zum Korrespondierenden Mitglied der St. Petersburger Akademie der Wissenschaften gewählt. 1856 folgte die Ernennung zum Ordentlichen Professor der Universität St. Petersburg. 1862 wurde er Vollmitglied der St. Petersburger Akademie der Wissenschaften. 1862–1870 leitete er den Lehrstuhl für Angewandte Mechanik des Verkehrsingenieurkorps in St. Petersburg (jetzt St. Petersburger Staatliche Universität für Verkehr). 1866 erhielt er den Ehrentitel Verdienter Professor der Universität St. Petersburg. Einer seiner Schüler war Alexander Nikolajewitsch Korkin.
Somows Forschungsschwerpunkte waren die Infinitesimalrechnung, die Vektoranalysis und die Elliptischen Funktionen sowie die Anwendungen in Geometrie und Mechanik. Er gab den ersten russischen Kurs über die Theorie der Elliptischen Funktionen heraus. Nach Abel Transon und Aimé-Henry Résal entwickelte Somow das Konzept der Beschleunigung höherer Ordnung. Seine Untersuchungen im Bereich zwischen Differentialgeometrie und theoretischer Kinematik mit dem Konzept der Beschleunigung höherer Ordnung lieferten Beiträge zur Erforschung der Raumkurven.
Somow war Besitzer des Landguts Michailowskoje bei seinem Geburtsort Otrada. Er war verheiratet mit Praskowja Rostislawowna geborene Golubizkaja. Mit ihr hatte er 1852 den Sohn Pawel bekommen, der Physiker wurde. Somows jüngerer Bruder Andrei Iwanowitsch Somow war Kunstwissenschaftler. Somows Neffe Konstantin Andrejewitsch Somow war Maler.
Somow wurde in St. Petersburg auf dem russisch-orthodoxen Teil des Smolensker Friedhofs begraben.